# Скочов
Скочов (пољ. Skoczów) је град у Пољској у Војводству Шлеском у Повјату cieszyński. Према попису становништва из 2011. у граду је живело 14.892 становника.

## Становништво
Према прелиминарним подацима са пописа, у граду је 2011. живело 14.892 становника.
| 2002.  | 2011.  | 2012.  |
| ------ | ------ | ------ |
| 14.993 | 14.892 | 14.868 |

## Партнерски градови
- Бекешчаба